# Smallanthus
Die Smallanthus sind eine Pflanzengattung in der Unterfamilie der Asteroideae innerhalb der Familie der Korbblütler (Asteraceae). Die etwa 23 Arten sind in der Neuen Welt verbreitet. Wenige von ihnen, beispielsweise Yacón (Smallanthus sonchifolius), werden als Heil- oder Nutzpflanzen verwendet.

## Beschreibung

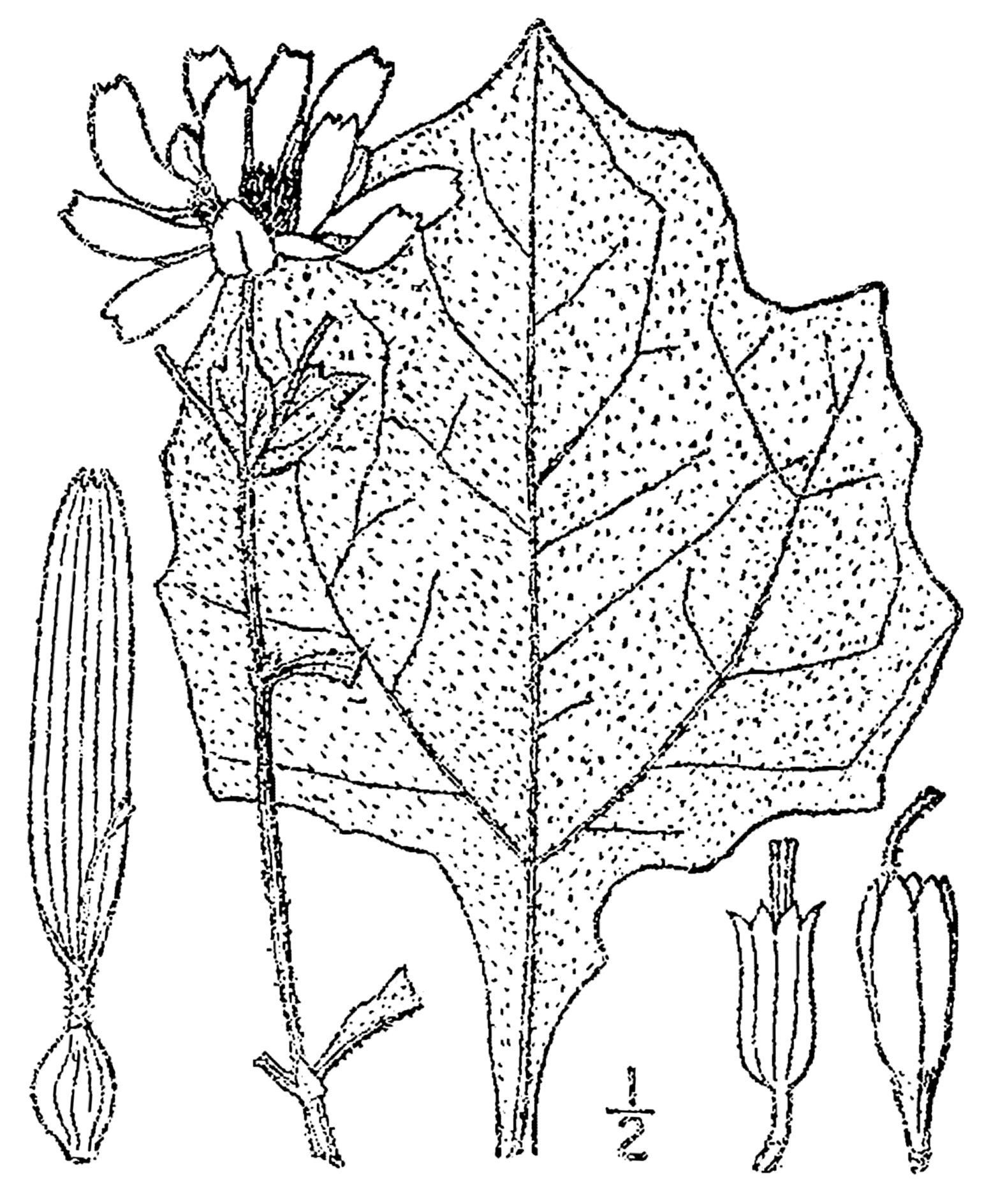
Illustration von Smallanthus uvedalia

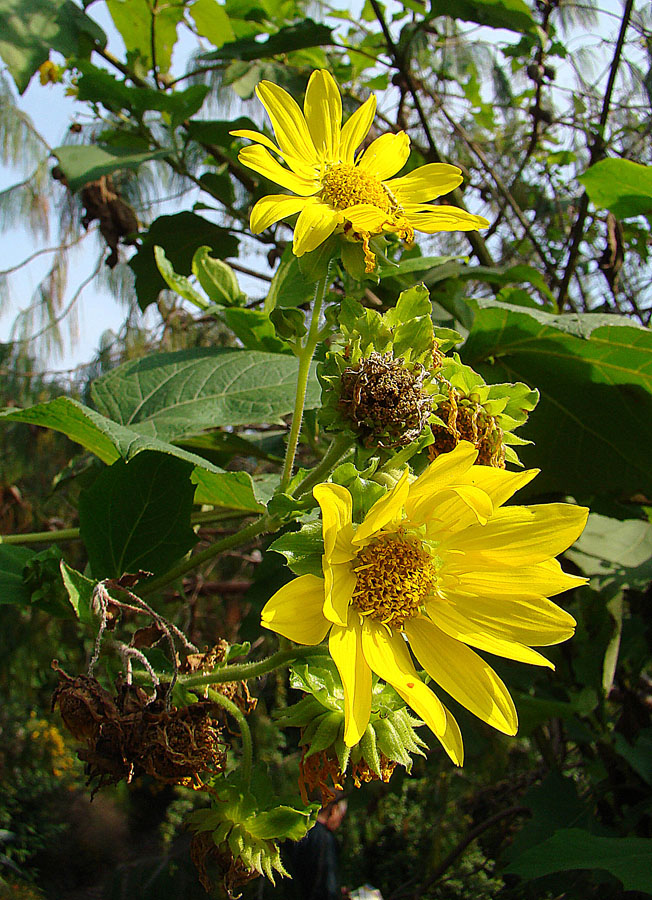
Blütenkörbe von Smallanthus maculatus

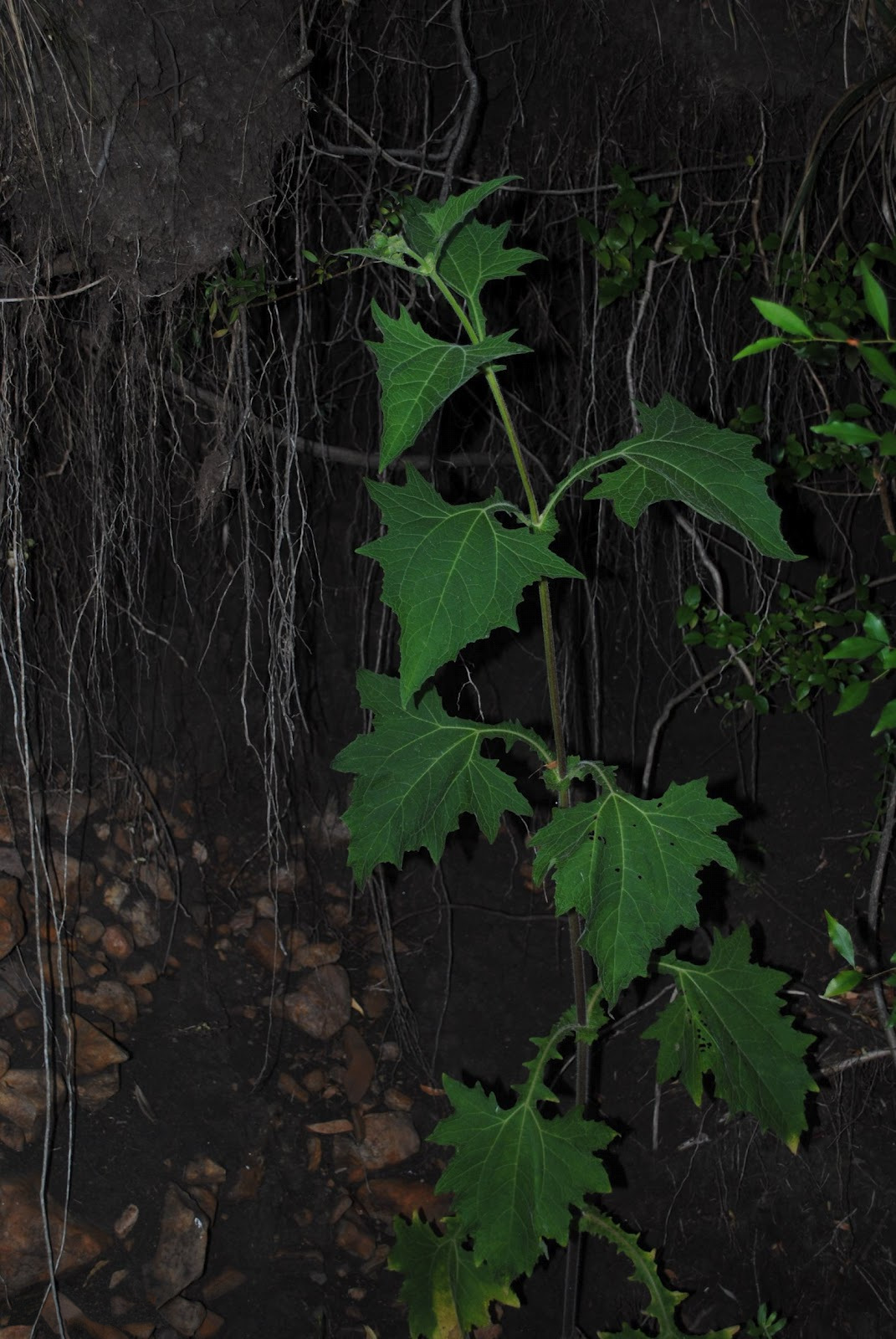
Habitus und gegenständige Laubblätter von Smallanthus connatus im Habitat

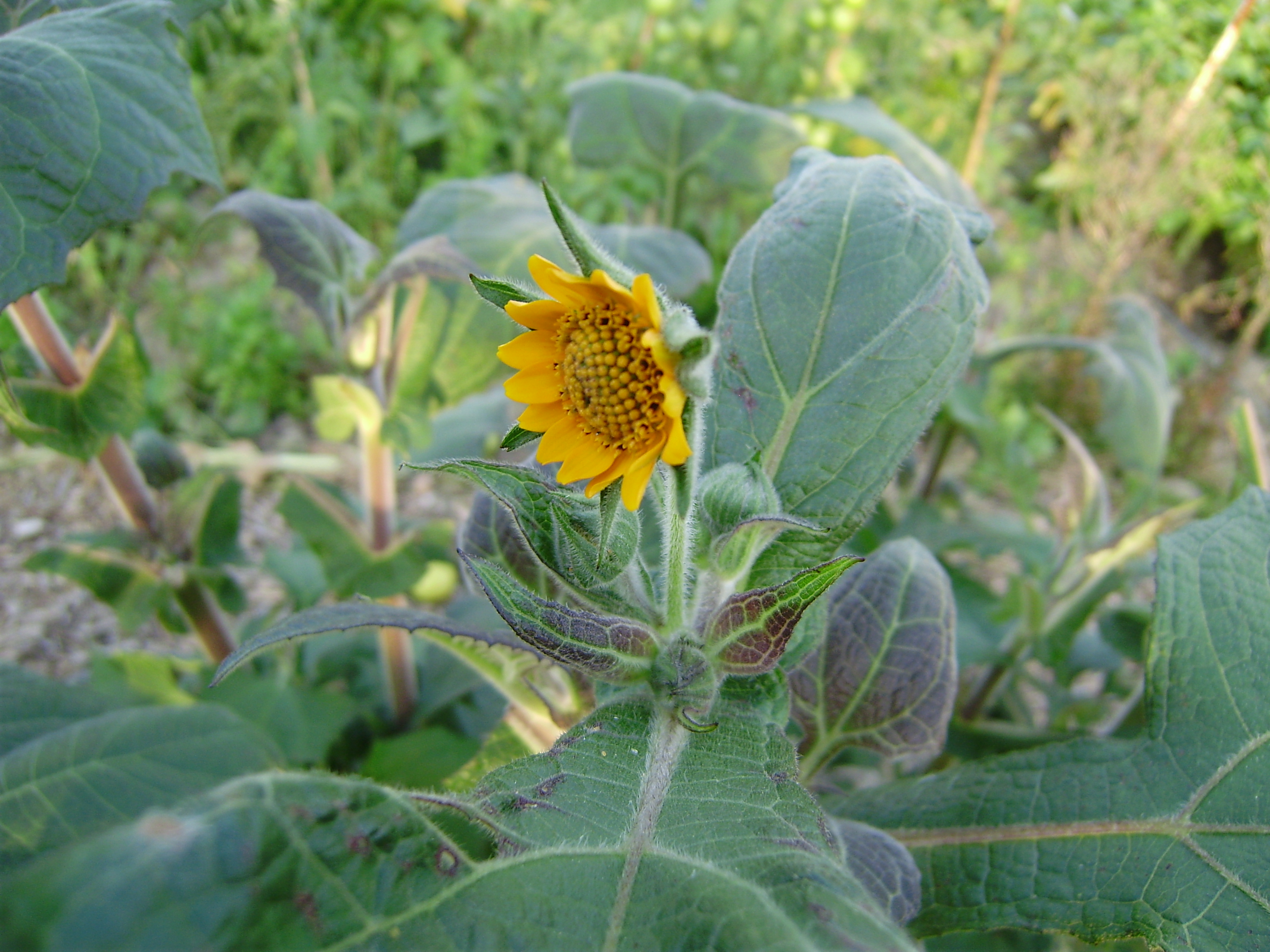
Laubblätter und Blütenkorb von Yacón (Smallanthus sonchifolius)

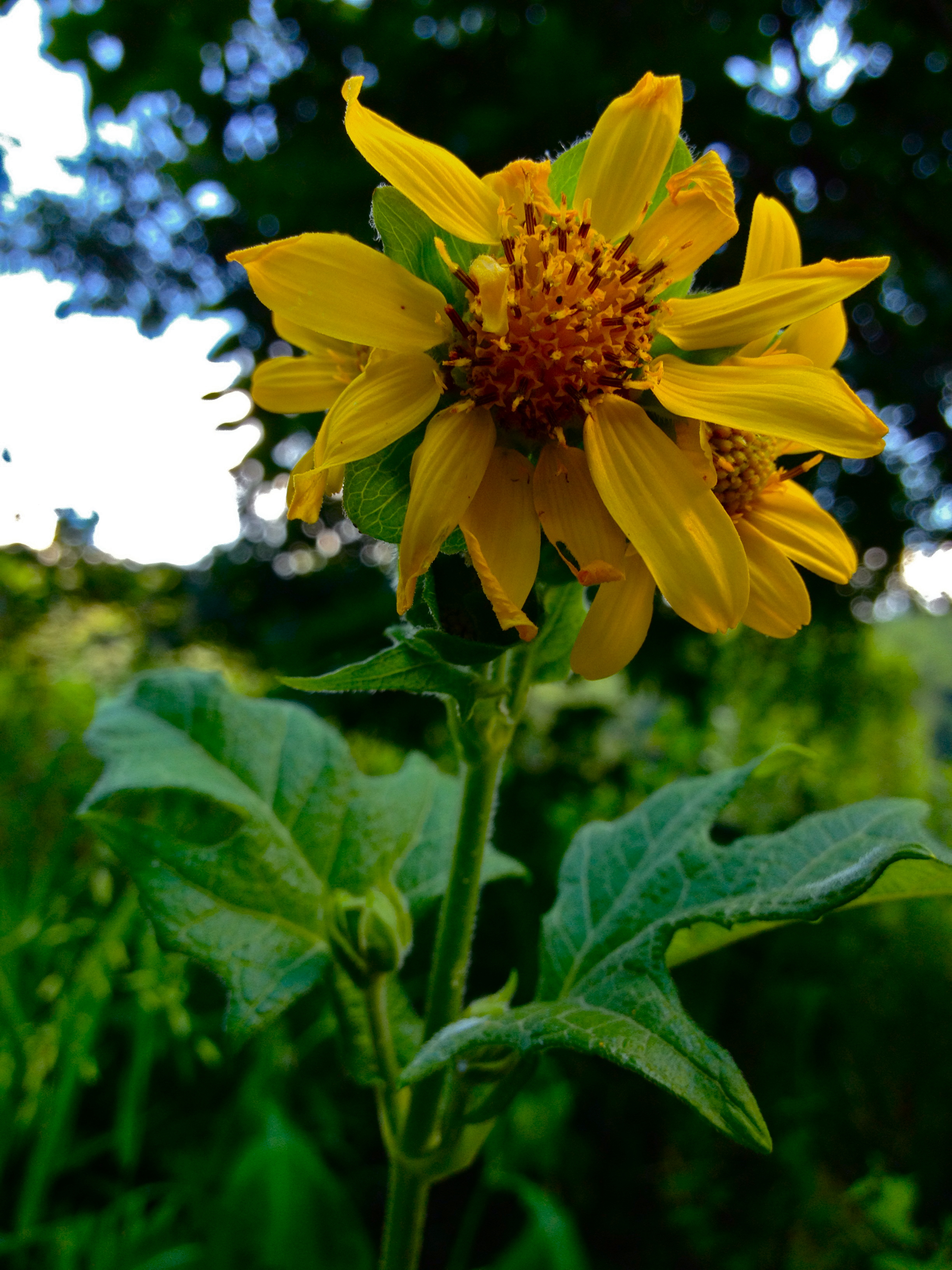
Blütenkörbe von Smallanthus uvedalia

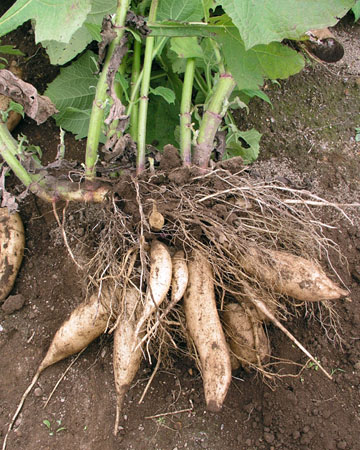
Wurzelknollen von Yacón (Smallanthus sonchifolius)

### Vegetative Merkmale
Smallanthus-Arten wachsen als aufrechte, selten einjährige bis meist ausdauernde krautige Pflanzen und bilden manchmal Wurzelknollen als Überdauerungsorgane; oder wenn es sich um verholzende Arten handelt, wachsen sie als Sträucher oder kleine Bäume. Sie erreichen je nach Art meist Wuchshöhen von 1 bis 3, selten bis mehr als 12 Metern.
Die gegenständig an den Stängeln oder Zweigen verteilt angeordneten Laubblätter sind gestielt (meist mit geflügeltem Stiel) oder selten ungestielt. Die Blattspreite ist einfach bis gelappt. Der Blattrand ist gezähnt. Die Blattoberflächen sind je nach Art unterschiedlich behaart, mindestens die Unterseite.

### Generative Merkmale
Die köpfchenförmigen Blütenstände stehen einzeln und endständig oder zu zweit bis fünft in verzweigten Gesamtblütenständen. Die Blütenkörbe sind bei Durchmessern von 0,8 bis über 1,5 Zentimetern kreisrund. In zwei Reihen stehen 12 bis 13, selten bis mehr als 25 Hüllblätter; die äußeren vier bis sechs sind breiter und krautig, die inneren sind schmaler, kürzer und häutig (grün) oder trockenhäutig (braun). Die Blütenstandsböden sind flach bis konvex. Es sind trockenhäutige Spreublätter vorhanden. Die Blütenkörbe enthalten sieben bis 13, selten bis mehr als 25 Zungenblüten und meist 40 bis 80 (20 bis über 150) Röhrenblüten. Die weiblichen, fertilen, zygomorphen Zungenblüten (= Strahlenblüten) sind meist gelb, selten weiß oder orangefarben mit behaarten Kronröhren. Die funktional männlichen, fertilen Röhrenblüten (= Scheibenblüten) sind meist gelb, selten orangefarben mit fünf Kronzipfeln.
Die 30-, 40-rippigen oder -streifigen Achänen sind meist eiförmig oder selten viereckig und manchmal an der Spitze behaart. Es ist kein Pappus vorhanden.
Die Chromosomengrundzahl beträgt x = 16.

## Systematik und Verbreitung
Die Erstveröffentlichung der Gattung Smallanthus erfolgte 1933 durch Kenneth Kent Mackenzie in John Kunkel Small: Manual of the Flora of the Southeastern U.S. 1406 und sie wurde von Harold E. Robinson 1978 in Studies in the Heliantheae (Asteraceae). XII. Re-establishment of the genus Smallanthus. in Phytologia, Volume 39, S. 47–47 reaktiviert. Der botanische Gattungsname Smallanthus ehrt den amerikanischen Botaniker John Kunkel Small (1869–1938). Die Gattung Smallanthus gehört zur Tribus Millerieae in der Unterfamilie der Asteroideae innerhalb der Familie der Korbblütler (Asteraceae). Viele Arten waren früher in der Gattung Polymnia L. enthalten, in der nur noch die wenigen nordamerikanischen Arten verblieben sind.
2015 sind für Smallanthus Mack. Synonyme: Alymnia Neck. ex Spach, Polymniastrum Lam.
Das natürliche Verbreitungsgebiet der Gattung Smallanthus reicht von den USA (nur Smallanthus uvedalia) über Mexiko und Zentralamerika bis nach Südamerika, dort bis nach Argentinien auf 35° Südlicher Breite.
In der Gattung Smallanthus gibt es etwa 23 Arten (Stand Vitali et al. 2015):
- Smallanthus apus (S.F.Blake) H.Rob.: Sie kommt in Mexiko vor.[2]
- Smallanthus cocuyensis (Cuatrec.) Vitali (Syn.: Polymnia cocuyensis Cuatrec.): Diese Neukombination erfolgte 2015. Sie kommt in Kolumbien nur in Boyacá vor.[2]
- Smallanthus connatus (Spreng.) H.Rob.: Sie ist in Brasilien, Bolivien, Paraguay, Uruguay, Argentinien sowie Chile verbreitet.[2]
- Smallanthus fruticosus (Benth.) H.Rob.: Sie kommt in Ecuador sowie Peru vor.[2]
- Smallanthus glabratus (DC.) H.Rob.: Sie kommt in Bolivien, Peru (in Ancash, Apurímac, Cajamarca, Huánuco, La Libertad, Lima)[2] und vielleicht im nördlichen Chile vor.[4]
- Smallanthus jelskii (Hieron.) H.Rob.: Sie kommt in Peru vor.[2]
- Smallanthus latisquamus (S.F.Blake) H.Rob.: Sie kommt von Mexiko bis Zentralamerika vor.[2]
- Smallanthus lundellii H.Rob.: Sie kommt in Guatemala vor.[2]
- Smallanthus macroscyphus (Baker) A.Grau: Sie ist in Brasilien, Bolivien, Paraguay sowie Argentinien verbreitet.[2]
- Smallanthus maculatus (Cav.) H.Rob. (Syn.: Smallanthus obscurus B.L.Turner): Sie kommt von Mexiko (in Chiapas, Oaxaca, Tabasco, Veracruz) über Guatemala sowie Belize, El Salvador, Honduras, Nicaragua bis Panama vor.[4][2]
- Smallanthus macvaughii (J.R.Wells) H.Rob.: Sie kommt nur im mexikanischen Bundesstaat Jalisco vor.[2]
- Smallanthus meridensis (Steyerm.) H.Rob.: Sie kommt in Venezuela vor.[2]
- Smallanthus microcephalus (Hieron.) H.Rob.: Sie kommt in Ecuador sowie Peru vor.[2]
- Smallanthus oaxacanus (Sch.Bip. ex Klatt) H.Rob.: Sie kommt von Mexiko über Guatemala bis Honduras vor.[2]
- Smallanthus obscurus B.L.Turner: Sie kommt nur im mexikanischen Bundesstaat Chiapas vor.[2]
- Smallanthus parviceps (S.F.Blake) H.Rob.: Sie kommt in Bolivien vor.[2]
- Smallanthus putlanus B.L.Turner: Sie kommt nur im mexikanischen Bundesstaat Oaxaca vor.[2]
- Smallanthus pyramidalis (Triana) H.Rob.: Sie kommt in Kolumbien, Ecuador sowie Venezuela vor.[2]
- Smallanthus quichensis (J.M.Coult.) H.Rob.: Sie kommt in Guatemala sowie Costa Rica vor.[2]
- Smallanthus riograndensis Mondin: Sie wurde 2004 aus dem brasilianischen Rio Grande do Sul erstbeschrieben.[2]
- Smallanthus riparius (Kunth) H.Rob.: Sie ist von Chiapas sowie Guatemala und von Venezuela, Kolumbien, Ecuador bis Peru verbreitet.[2]
- Smallanthus siegesbeckius (DC.) H.Rob.: Sie kommt in Bolivien, Paraguay sowie Peru vor.[2]
- Yacón (Smallanthus sonchifolius (Poepp. & Endl.) H.Rob.)[6] Sie kommt in Kolumbien, Ecuador, Bolivien und Peru vor.[4][2]
- Smallanthus uvedalia (L.) Mack. ex Small (Syn.: Osteospermum uvedalia L., Polymnia uvedalia (L.) L.): Sie ist in den östlichen bis zentralen US-Bundesstaaten Indiana, Michigan, New York, Ohio, Pennsylvania, West Virginia, Illinois, Kansas, Missouri, Oklahoma, Alabama, Arkansas, Georgia, Kentucky, Louisiana, Maryland, Mississippi, North Carolina, South Carolina, Tennessee, Virginia, Texas sowie Florida weitverbreitet. Sie im Dickicht, an Waldrändern und oft an feuchten Standorten in Höhenlagen von 10 bis über 300 Metern.[1]

## Trivialnamen
Spanischsprachige Trivialnamen sind: Jícama und Polaco.

## Nutzung
Wenige Smallanthus-Arten werden als Heil- oder Nutzpflanzen verwendet. Von Yacón (Smallanthus sonchifolius) werden die Wurzelknollen roh oder gegart gegessen.
Aus den unterirdischen Pflanzenteilen von Smallanthus uvedalius wird die Droge Extractum Polymniae Fluidum gewonnen.